# Сириус-аэро
Авиакомпания «СИРИУС-АЭРО» (юридическое название — ООО АК «СИРИУС-АЭРО») — российская международная частная авиакомпания, выполняющая чартерные перевозки деловой авиации из московского аэропорта Внуково и других городов по России, в страны СНГ и дальнего зарубежья. Авиакомпания является самым крупным коммерческим оператором в Восточной Европе. Офис компани расположен в Москве.
История авиакомпании началась 2 февраля 1999 года как оператора чартерных авиаперевозок с собственным парком воздушных судов и персоналом с последующим получением Сертификата эксплуатанта.
Парк воздушных судов насчитывает 18 бизнес-джетов с премиальной конфигурацией салона. Всего во флоте 5 типов самолётов. Базовые аэропорты располагаются в России.
В 2022 году, на фоне западных санкций, из-за вторжения России на Украину, Сириус-аэро прекратил работу

## Флот

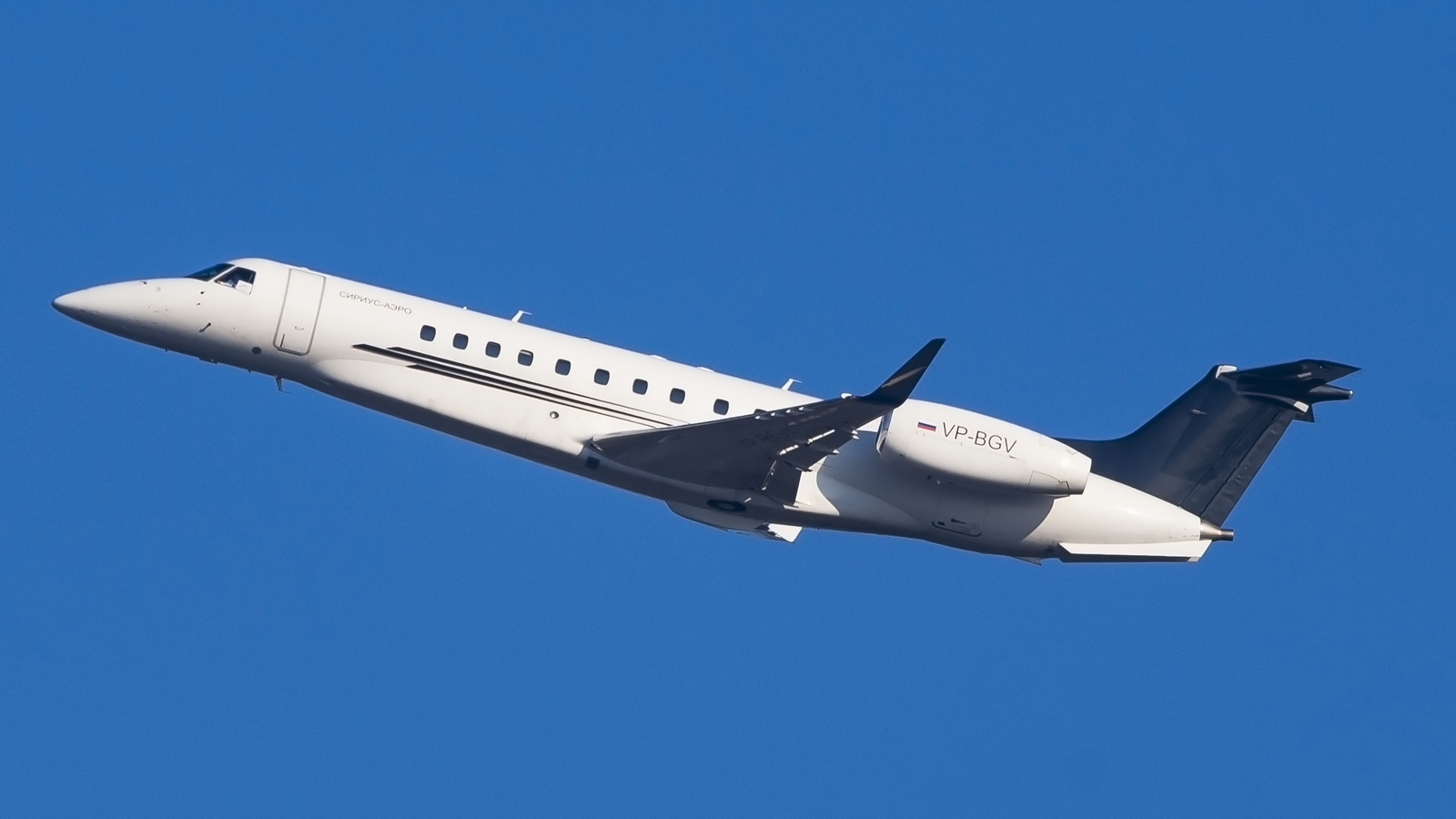
Embraer Legacy 600 авиакомпании Сириус-Аэро. Взлёт из аэропорта Внуково

В настоящее время компания эксплуатирует следующие типы воздушных судов: Hawker 750, Hawker 850XP, Hawker 1000, Embraer Legacy 600 и Challenger 850.
По состоянию на август 2021 года размер флота составляет 18 самолётов: